# 유제프 그루지엔
유제프 그루지엔(폴란드어: Józef Grudzień, 1939년 4월 1일~2017년 6월 17일)은 폴란드의 권투 선수, 지도자이다. 1964년 하계 올림픽 라이트급 부문에서 금메달을 획득했으며 1968년 하계 올림픽 라이트급 부문 은메달을 획득했다.

## 생애
1939년 피아세크비엘키에서 농부의 아들로 태어났으며 학업을 위해 브로츠와프에서 성장했다. 브로츠와프 연고 권투팀인 파파바크 브로츠와프에 입단하면서 권투를 시작했으며 바츠와프 크루핀스키와 미하우 슈체판의 지도를 받았다. 이후 그루지엔은 군 복무를 위해 파파바크 팀을 떠났으며 군 복무 도중 레기아 바르샤바 권투 선수로 대체 복무를 했다.
1963년 폴란드 국가대표 선수로 발탁되었고 그 해 5월 소련 모스크바에서 열린 1964년 유럽 선수권 대회 라이트급에 참가했다. 그는 첫 상대인 잉글랜드의 베니 오설리번을 꺾었으나 다음 상대인 헝가리의 커이디 야노시에게 패하면서 대회를 마쳤다.
이듬해인 1964년 10월 일본 도쿄에서 열린 1964년 하계 올림픽 라이트급에 참가하였고 금메달을 획득했다. 그는 32강 상대인 핀란드의 안테로 할로넨와 16강 상대인 케냐의 앨릭스 운도를 4-1로 꺾었으며 8강 상대인 불가리아의 스토얀 필리체프를 5-0으로 꺾었다. 준결승에서 미국의  롤런드 앨런 해리스를 4-1로 꺾었으며 결승에서 소련의 빌릭톤 바란니코프를 5-0으로 꺾으며 우승자 자리를 차지했다.
1965년 5월 동독 동베를린에서 열린 1965년 유럽 선수권 대회에 참가했고 이탈리아의 브루노 메졸라로와 핀란드의 하리 피툴라이넨를 꺾으며 결승에 진출했다. 결승에서는 도쿄 올림픽 당시 결승 상대인 바란니코프에게 패하면서 은메달을 획득했다. 1967년 5월에는 이탈리아 로마에서 열린 1967년 유럽 선수권 대회에 참가했고 네덜란드의 피르 도렌보스를 시작으로 핀란드의 카리 메로넨, 이탈리아의 엔초 페트릴리아, 헝가리의 굴러 라슬로를 차례로 꺾으면서 결승에 올랐고 결승에서 유고슬라비아의 즈보니미르 부인을 5-0으로 꺾으며 금메달을 획득했다.